# Philibert Rouvière
Pour les articles homonymes, voir Rouvière.
Philibert Rouvière, né le 19 mars 1805 à Nîmes et mort le 19 octobre 1865 à Paris 9e, est un comédien français.

## Biographie
Fils de négociants méridionaux aisés, Rouvière, destiné au notariat, fit de solides études et partagea de bonne heure ses affections entre la peinture et l’art dramatique. Il se lança d’abord dans une carrière de peintre, entrant dans l’atelier d’Antoine-Jean Gros en 1827. de 1830 à 1837, il s’est livré à la peinture avec un certain éclat. Ses toiles ont été reçues aux expositions, où les portraits du Docteur Guérard et de M. Portal, ainsi qu’une Barricade au Palais Royal ont été remarquées. Cependant, s’étant pris de passion pour le théâtre dès son enfance, la scène continuait de l’attirer.
Alors que le grand mouvement romantique battait son plein, aidé par Joanny, il sollicita, le 22 septembre 1838, dans une lettre adressée à Cherubini, directeur du Conservatoire, Paris, une pension et son admission dans cette école. Admis, il y reçut les leçons de Michelot. Revenu à son inclination première, il fit un court passage à la Comédie-Française en 1837, avant d’être engagé à l’Odéon en 1839. Pendant quatre années, de 1839 à 1843 Rouvière donna à ce théâtre la mesure de son talent dans le Duc d’Albe, le Vieux Consul, le Médecin de son honneur et, dans le théâtre étranger : Macbeth, le Roi Lear. Il se fit surtout remarquer en incarnant Hamlet dans l’adaptation par Alexandre Dumas et Paul Meurice de la pièce de Shakespeare (1846) et par le rôle de Charles IX dans la Reine Margot (1847). Son style de jeu impétueux, énergique, original, mais inégal, en fit alors le champion de toutes les hardiesses, encouragé par le public des écoles.
En 1844, il quitta l’Odéon pour aller répandre en province le gout du théâtre romantique. Alexandre Dumas et Paul Meurice venaient alors d’adapter Hamlet à la scène française. L’occasion était belle pour Rouvière de se produire dans ce rôle puissant, et c’est ainsi qu’à titre d’essai il monta la pièce avec sa troupe volante, et créa ce rôle, en 1846 sur le Théâtre de Saint-Germain-en-Laye, épreuve renouvelée plus tard au Théâtre-Historique. Ce rôle convenait à merveille à son tempérament croyant et inspiré. Au même théâtre, il sera encore Charles IX de la Reine Margot, Fritz du Comte Hermann.
Le théâtre de la Porte-Saint-Martin le réclamant, à peine avait-il joué Masaniello de Salvator Rosa que le théâtre fermait ses portes. Après avoir joué encore le rôle de Mordaunt dans les Mousquetaires, il revint, en 1855, à l’Odéon, où il créa d’une façon superbe Maitre Favilla de George Sand, succès qui lui valut un engagement de trois ans à la Comédie-Française, où il débuta dans Comme il vous plaira:74.
Il fut reçu pensionnaire en 1856, mais la Comédie-Française n’était pas fait pour un artiste de cette envergure qui avait surtout pour lui sa fougue et son imprévu. Son jeu nerveux, puissant, déréglé même, détonnait dans ce sanctuaire de la tradition. Il retourna au boulevard, jouant le Roi Lear au Cirque, reprenant ses rôles de Hamlet à la Porte-Saint-Martin, et de Charles IX de la Reine Margot. Dans Faust, il fit la création de Méphistophélès. On le vit encore au théâtre de la Gaité dans Henri III et sa cour.
Comme tous les acteurs discutés, il avait des admirateurs fanatiques, mais également des ennemis acharnés. Il finit par mourir dans la misère, âgé de cinquante-six ans seulement, au terme d’« une vie agitée et tordue ». Pour l’encourager, George Sand lui avait promis un beau rôle, espoir qui prolongea sa vie de quelques jours. Il a été inhumé au cimetière de Montmartre. Sa tombe est ornée de son portrait en médaillon par Auguste Préault, fondu par Ferdinand Barbedienne. Et elle porte également un bas-relief rectangulaire du même Préault représentant la scène du fantôme dans Hamlet, son plus grand succès de scène. Ce bas-relief est un moulage en résine de l’original en bronze, volé en 1966 ; cette copie est abusivement signée du nom de Jules Dalou, grossièrement gravé.

## Postérité
Des pages remarquables ont été écrites sur Rouvière, notamment par Théophile Gautier, dans la Presse et le Moniteur. Il a inspiré à Champfleury le personnage de sa nouvelle le Comédien Trianon (1853):272. Charles Baudelaire lui a consacré deux articles élogieux, le premier en 1855, le second à l’occasion de la mort de l’acteur en 1865. Dans la notice dans la Galerie Geoffroy, il observe : « Ce qui caractérise plus particulièrement son talent, a écrit ce dernier, c’est une solennité subjuguante ; une grandeur poétique l’enveloppe. Sitôt qu’il est entré en scène, l’œil du spectateur s’attache à lui et ne veut plus le quitter. » Le goût qui présidait à ses costumes, l’art de se grimer ne faisaient encore que rehausser sa personnalité:274-5.
Il a été vendu, le 18 janvier 1902, deux lettres de Rouvière à d’Épagny, relatives à la représentation du Cromwell de cet auteur sur le théâtre d’Elbeuf où la pièce avait réussi.

## Galerie

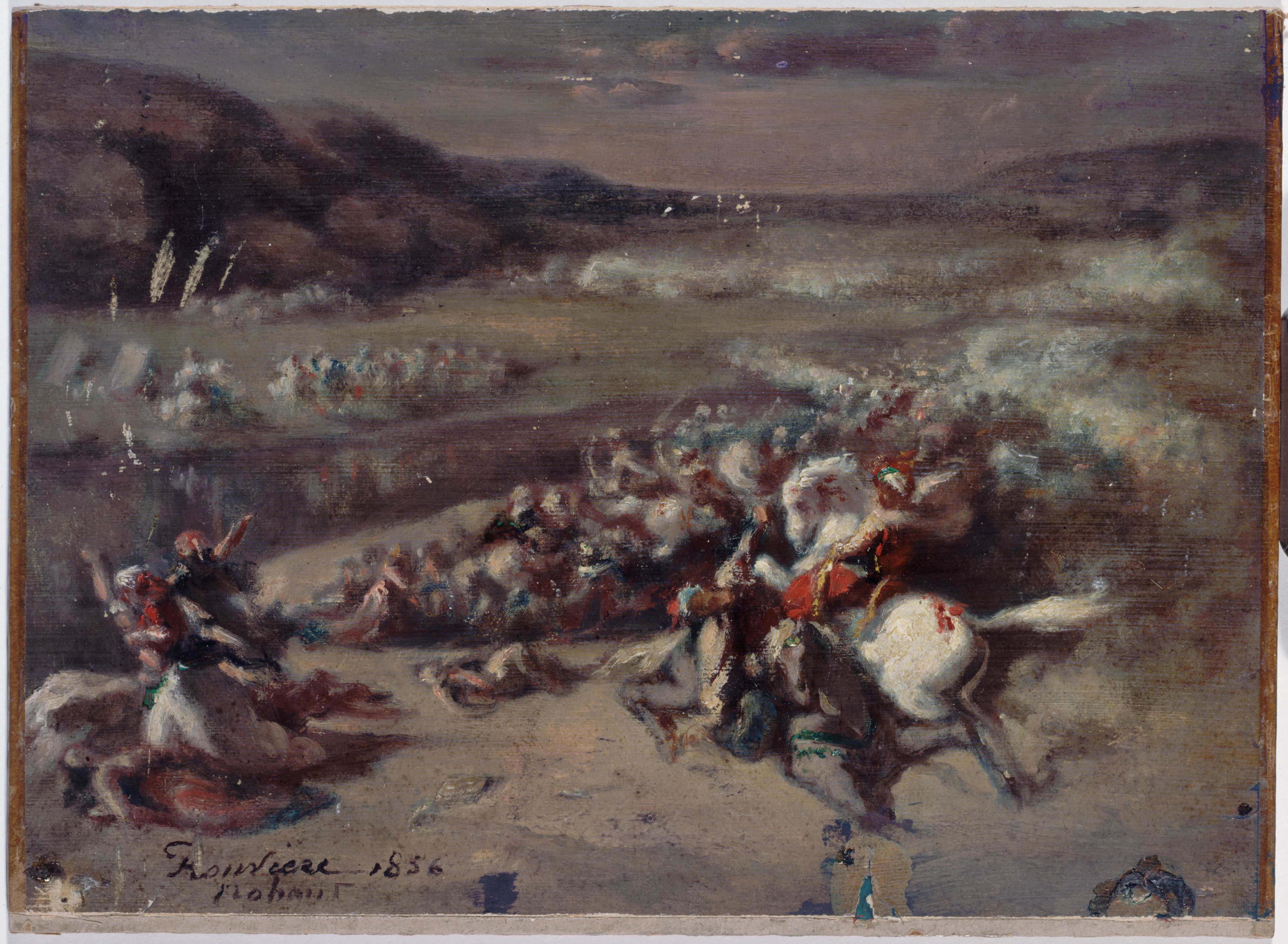
Scène de bataille de Rouvière, 1856.
Rouvière en Hamlet dans l’Acteur tragique de Manet, 1866.

### Iconographie
Rouvière a servi de modèle initial à Édouard Manet pour sa toile intitulée l’Acteur tragique, 1866, huile sur toile, 187,2 × 108,1 cm, New York, coll. W. H. Vanderbilt, puis Washington, National Gallery of Art, et Galerie Geoffroy.
En pied, de profil à gauche, dans Hamlet. Paris-Théâtre, n° 140, médaillon, photogr., cliché Carjat.
En buste, lithographie de Nicolas-Eustache Maurin, d’après un croquis de Jacques Arago.
Paul Beurdeley, maire du 8e arrondissement de Paris, a fait don à la Comédie-Française d’une peinture de Rouvière, représentant Hamlet et Ophélie.